# Julus kraepelinorum
Julus kraepelinorum är en mångfotingart som beskrevs av Robert Latzel 1895. Julus kraepelinorum ingår i släktet Julus och familjen kejsardubbelfotingar. Inga underarter finns listade i Catalogue of Life.